# ألن أدلر
ألن أدلر (بالإنجليزية: Allen Adler)‏ (25 ديسمبر 1916، نيويورك في الولايات المتحدة - 30 يناير 1964، نيويورك في الولايات المتحدة)؛ كاتب، كاتب سيناريو، كاتب مسرحي وروائي أمريكي.

## روابط خارجية
- ألن أدلر على موقع IMDb (الإنجليزية)
- ألن أدلر على موقع أول موفي (الإنجليزية)
- ألن أدلر على موقع قاعدة بيانات الأفلام السويدية (السويدية)
- ألن أدلر على موقع كينوبويسك (الروسية)